# Татарщина (Мясотский сельсовет)
Татарщина (бел. Татаршчы́на) — деревня в Молодечненском районе Минской области Беларуси. В составе Мясотского сельсовета.

## География
Расположен железнодорожный остановочный пункт Татарщизна, на перегоне «Уша — Молодечно» между платформами Мясота и Криница. Рядом с остановочным пунктом расположены садоводческие товарищества. Недалеко от станции проходит трасса P-28, Минск — Молодечно.
Ближайшие населённые пункты Загорское, Выверы, Криница и др.

## Население

### Численность
- 2019 год — 22 жителей

### Динамика
- 1999 год — 45 жителей (перепись населения)
- 2009 год — 34 жителей (перепись населения)[3]
- 2019 год — 22 жителей (перепись населения)

## Улицы
- Новая